# Victor Bennet
Victor Bennett es un personaje ficticio de la serie de televisión Charmed, su rol es ser padre de las hermanas Halliwell, quienes a su vez son los personajes en los que gira el tema principal de la serie, quizás poco conocido puesto que a él se le menciona poco en las primeras temporadas de esta producción de ficción. La interpretación de este personaje les ha correspondido a los actores como Tony Denison en la primera temporada y James Read en la tercera temporada. El apellido pensado originalmente fue Jones, pero luego se decidió oficialmente llamarle de apellido Bennett.

## Intrusión en la historia
Según la historia en la serie, las hermanas Halliwell tuvieron un hogar feliz hasta que no pudieron superar que su padre (Victor) se enterara de los dones de su esposa y sus tres hijas, lo cual conllevaría al divorcio. Entonces es cuando Victor se aleja de su familia y sólo regresa al enterarse de la muerte de Patricia (madre de las Halliwell), a manos de un demonio acuático, Victor pide a su ex-suegra que críe a sus hijas fuera de la magia, a lo cual Penélope (abuela de las Halliwell) se niega rotundamente, en tanto que éste desaparece de sus vidas. Prue la hermana mayor se siente resentida con su padre por haberlas abandonado, luego en continuación de la historia él reaparece en sus vidas cuando ellas descubren siendo adultas, que son las Embrujadas (Charmed).
En la tercera temporada vuelve a reaparecer en la vida de las tres chicas, mientras estudiaba una propuesta de trabajo en San Francisco, oportunidad en la que salva a Prue de ser atrapada por un extraño ser dentro de una trampa de niños demonios, y es entonces cuando Prue supera su resentimiento. Al final de esta temporada, asiste al entierro de Prue, quien había sido asesinada.
Al inicio de la cuarta temporada, se entera de que Patricia, tuvo otra hija con su luz blanca (ángel) Sam, al que acusó de ser el amante de su exesposa mientras ellos seguían casados, Paige es su nombre, la cuarta hermana, ésta con habilidades de bruja y de luz blanca ,a la cual recibe como otra hija más. Además se puede apreciar en esta temporada su reconciliación con el espíritu de Patricia. Para este entonces Victor es un personaje de un padre que viaja constantemente por trabajo y ocasionalmente pasa a visitar a sus hijas y que nunca estuvo de acuerdo con el matrimonio de Piper y Leo, por la mala experiencia vivida con el luz blanca de Patricia, ni con la relación de Phoebe con un demonio, Cole.
Su aparición en la serie se incrementa al nacer los hijos de Piper y Leo, y es cuando Victor se convierte en un abuelo cariñoso y comprensivo al que Piper se ve en la necesidad de dejarle a cargo a sus hijos, para proteger a estos de los demonios que les persiguen constantemente, al ausentarse Leo en breves temporadas por su responsabilidad como luz blanca.
Chris, el hijo menor de Piper y Leo, advierte que la relación entre él y su abuelo Victor es muy especial en el futuro del cual ha venido a intervenir para mantener a su madre y a su abuelo con vida.
En el último capítulo de la Octava temporada, Victor aparece como el abuelo protector de sus nietos y tiene la oportunidad de reencontrarse con Patricia, a la cual traen con magia desde una época pasada en la cual su matrimonio es feliz, y he aquí donde ella le recuerda lo feliz que fueron en ese momento.
- Datos: Q9093405